# Monde Selection
Monde Selection è un premio internazionale creato nel 1961 a Bruxelles riguardante alimenti e bevande. Il comitato per le procedure di valutazione conta più di 70 tra scienziati, esperti, consulenti nutrizionali, sommelier, chef di ristoranti prestigiosi.
Monde Selection organizza anche il concorso International Wine Contest.

## Premi e trofei
Viene assegnato un riconoscimento ad ogni prodotto con un voto più del 60%:
- Label de Qualité Bronze: per i prodotti con voto dal 60% al 69%
- Label de Qualité Argent: per i prodotti con voto dal 70% al 79%
- Label de Qualité Or: per i prodotti con voto dall'80% all'89%
- Label de Qualité Grand Or: per i prodotti con voto dal 90% al 100%

Oltre che a questi premi Monde Selection da come riconoscimento:
- International High Quality Trophy: per i prodotti che hanno ricevuto un Grand Or o Or per tre anni consecutivi
- Crystal Prestige Trophy: per le aziende che ricevono un Grand Or, Or, Argent o Bronze per dieci anni consecutivi
- Special 25 Years Trophy: per le aziende che ricevono un Grand Or, Or, Argent o Bronze per venticinque anni consecutivi.